# تشارلز ن. هنتر
تشارلز ن. هنتر (بالإنجليزية: Charles N. Hunter)‏ هو مؤرخ أمريكي، ولد في 11 يناير 1906 في أونيدا في الولايات المتحدة، وتوفي في 14 يونيو 1978 في شايان في الولايات المتحدة.